# Золотистоголовый квезал
Золотистоголовый квезал (лат. Pharomachrus auriceps) — вид птиц семейства трогоновых. Встречается во влажных лесах на горах средней высоты от восточной Панамы до северной Боливии. Золотистоголовый квезал известен своим переливающимся зелёным цветом, который он разделяет с другими квезалами, и характерной золотой головой. Самка этого вида менее ярко окрашена, в ней больше коричневых тонов, чем у самца. Рацион золотистоголового квезала состоит в основном из фруктов и иногда из насекомых. Обычно это тихая и ведущая одинокий образ жизни птица, если только не сезон размножения, когда самец и самка становятся моногамной парой и создают гнездо в дупле на старом дереве. В период размножения оба пола разделяют обязанности по высиживанию и кормлению в течение 25-30 дней. Золотистоголовый квезал довольно распространен и считается видом, вызывающим наименьшее беспокойство.

## Классификация
Был впервые описан Джоном Гулдом во 2-м издании монографии «A monograph of the Trogonidae, or family of trogons»  опубликованной в 1875 году.
Различают два подвида: P. a. auriceps и P. a. hargitti.

## Этимология
Видовое название происходит от латинского aurum, означающего «золото», и ceps, означающего «увенчанный короной» или «возглавленный», по отношению к голове золотого цвета у представителей этого вида.

## Описание
Золотистоголовый квезал имеет массу от 154 до 182 г. Как и другие представители рода. У золотистоголового квезала радужные золотисто-зеленые крылья и грудь, которые могут казаться синими в зависимости от освещения. Грудь самки более тускло-коричневатого цвета; её голова также более тусклая (золотисто-коричневая) по сравнению с золотисто-бронзовой головой самца. Клювы золотистоголовых квезалей короткие и широкие; они желтые у самцов и коричневато-сероватые у самок. . И у самца, и у самки подхвостье чёрное, хотя у самки иногда видны серовато-черные кончики. Перья на нижней части груди у обоих полов ярко-красного цвета. Оба пола, как и другие трогоны, также имеют гетеродактильные ступни, при этом первый и второй пальцы ног обращены назад, а третий и четвёртый пальцы направлены вперед. Ноги и ступни золотистоголового квезала оливково-зеленого или коричневатого цвета. Молодой золотистоголовый квезал коричневато-черного цвета с несколькими переливающимися зелеными перьями на шее и груди.

## Распространение и среда обитания
Золотистоголовые квезали населяют районы Центральной и Южной Америки . P. а. auriceps встречается в восточной Панаме (гора Серро-Пирре), а также в Андах, простирающихся от южной Колумбии до восточного Перу и северной Боливии. P. а. hargitti встречается только в Андах Венесуэлы. Их естественная среда обитания — это чаще всего влажные горные и предгорные леса на умеренной высоте, хотя их также реже можно увидеть на опушке леса и на полянах, а также в туманных лесах умеренного пояса и стланиках. Они обитают на высотах от 1200 до 3100 м.

## Питание
Рацион золотистоголового квезала состоит в основном из фруктов, хотя известно, что он также ест насекомых. Ремсен и др. (1993) обнаружили, что содержимое желудка P. auriceps было «только фруктами» в 87,5 % случаев и «членистоногими и фруктами» в 12,5 % случаев. Богатая фруктами диета кетцаля делает его очень важным видом для распространения семян фруктов. Также считается, что, как и другие квезали, золотистоголовый квезал питается мелкими позвоночными, такими как лягушки и ящерицы. Однако это было поставлено под сомнение Лонесом и Грини (2008), которые обнаружили, что рацион P. auriceps был гораздо менее разнообразным, поскольку они никогда не наблюдали, как он питается какими-либо животными, кроме насекомых, при наблюдении за видом в течение 22 дней. Их наблюдения также подтвердили, что ранее принятое представление о том, что квезали не кормят своих детенышей фруктами до десяти дней после вылупления, было неверным.

## Размножение

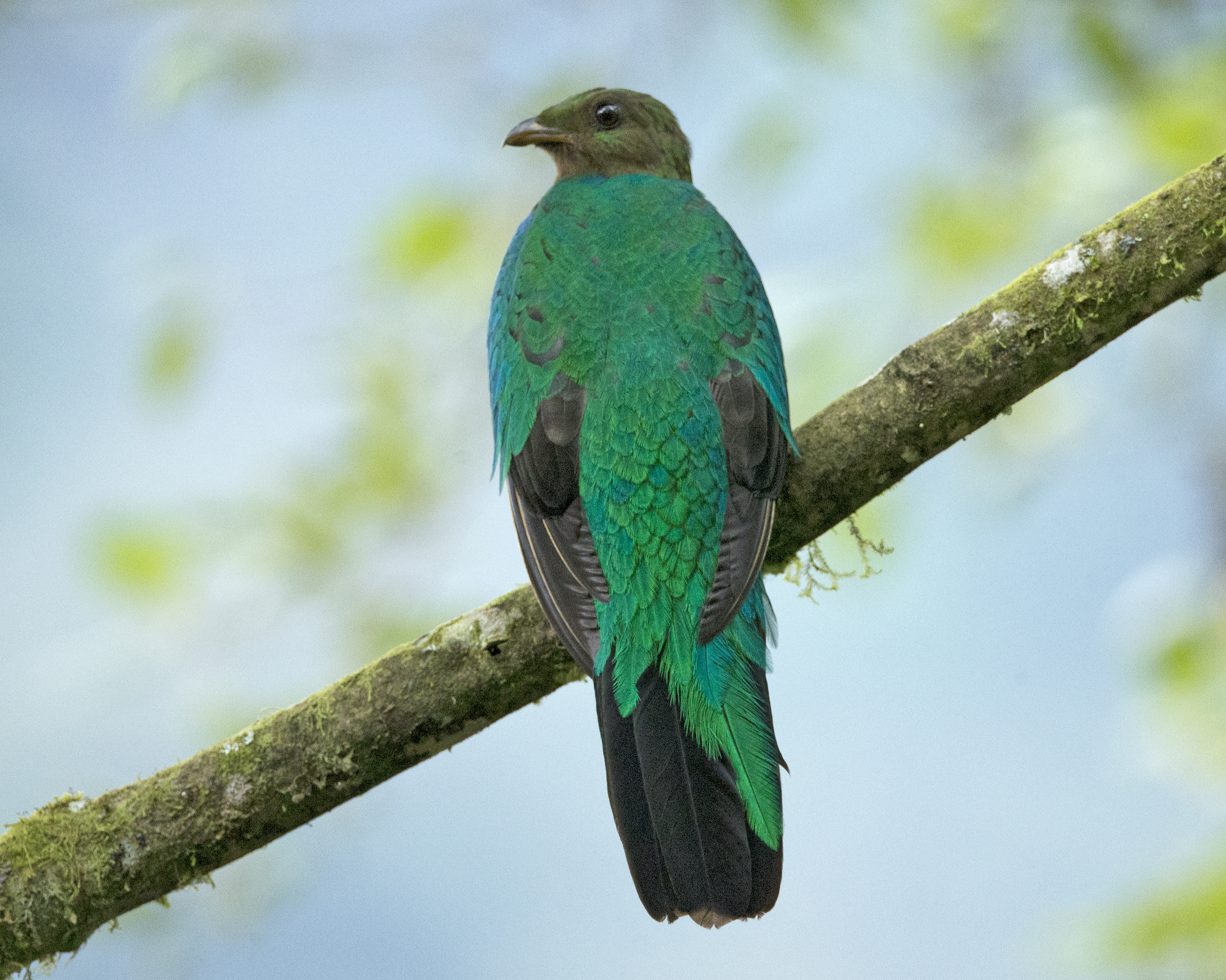
Золотистоголовый квезал

Золотистоголовые квезали обычно одиночные птицы, но во время размножения они сезонно моногамны. Самец привлекает самку своим пением и обустройством территории. После формирования пары они должны найти подходящее место для своего гнезда и разделить работу по его созданию. Золотистоголовые квезали специально выдалбливают своими клювами стволы гниющих деревьев или видоизменяют существующие дупла в старых деревьях. Золотистооловый квезал размножается один раз в год, в период с февраля по июнь. Самка откладывает 1-2 бледно-голубых яйца, а затем насиживает их большую часть времени (18-19 дней инкубации), за исключением одного длительного ежедневного инкубационного периода, проводимого самцом. Золотистоголовые квезали остаются в гнезде 25-30 дней, прежде чем оперятся. Они рождаются слепыми и голыми, как и все трогоны, и примерно за 3 дня до оперения у птенца появляется окончательное ювенильное оперение, которое выглядит в основном коричневым и чёрным, но с видимым зелёным оперением, особенно на затылке, верхней части спины и горле. Высиживающие обязанности поровну распределяются между самцом и самкой золотистоголового квезала. Первые 8-14 дней после вылупления взрослые особи присутствуют в гнезде и насиживают 60-90 % каждого дня, после чего насиживание быстро снижается. По-видимому, нет четкой закономерности в отношении того, когда самка или самец насиживают, однако было замечено, что самец постоянно насиживает дольше ближе к началу периода насиживания, а самки — ближе к концу этого периода. Также считается, что насиживают по ночам исключительно самки золотистоголового квезала. Обязанности по кормлению также распределяются поровну между полами: взрослый, не насиживающий, прибывает с едой, прежде чем поменяться местами с другим взрослым. Меняясь местами, взрослые, видимо, соблюдают ритуал: приближающийся взрослый садится над гнездом и издает клич, сигнализируя другого взрослого покинуть гнездо. Когда насиживание заканчивается, взрослые особи сначала продолжают залетать в гнездо, но перед уходом проводят внутри меньше времени; за 8 дней до оперения они просто наклоняются, чтобы покормить птенца перед отлетом; наконец, за 4-6 дней до оперения, птенец может сесть на край гнезда и кормится оттуда до того, как взрослая особь улетает. Пища, которую взрослые приносят птенцу, обычно состоит из насекомых, но также и из фруктов. В день оперения птенец садится в передней части гнезда и улетает, оставаясь возле гнезда некоторое время, прежде чем покинуть этот район. В отличие от других трогонов, но, как и другие кетцали, золотистоголовый кетсаль, кажется, поддерживает чистоту гнезда, либо удаляя, либо, чаще, проглатывая весь помет.